# Demi (album)
Demi là album phòng thu thứ tư của nữ ca sĩ người Mỹ Demi Lovato, được phát hành vào ngày 10 tháng 5 năm 2013, bởi Hollywood Records. Quan tâm về sự chuyển đổi giọng từ album phòng thu thứ 3 - Unbroken (album của Demi Lovato) (2011) - mà cô diễn tả là "khó phân biệt", Lovato muốn làm cho album lần này "chứa những bài hát làm cô ấy phấn khích". Album là sự kết hợp của nhạc pop với một chút synthpop và bubblegum pop. Album được thu âm từ năm 2012 đến 2013, trong khi Lovato tham gia chương trình "The X Factor" phiên bản Mỹ với cương vị là một giám khảo.
Album nhìn chung nhận được sự đánh giá tích cực từ các nhà phê bình âm nhạc, những người khen ngợi giọng hát của Lovato. Album ra mắt tại vị trí thứ ba tại bảng xếp hạng Billboard 200 Mỹ với doanh số tuần đầu tiên là 110,000 bản bán ra, trở thành tuần ra mắt thành công nhất của cô từ trước đến nay. Album cũng đạt được thành công tại các bảng xếp hạng nước ngoài, cụ thể là đạt top 5 tại Canada, Ireland, Ý, Mexico và Tây Ban Nha. Album cũng nằm trong top 3 bảng xếp hạng tại Brazil, top 40 tại Úc, Áo, Croatia, Đức, Hy Lạp, New Zealand, Na Uy, Bồ Đào Nha, Thụy Điển, Thụy Sĩ và UK. Album được chứng nhận bạch kim nhân 3 tại Brazil và chứng nhận vàng tại Colombia, Canada và Mexico, trở thành album bán được nhiều bảng ở nước ngoài nhất của Lovato cho đến nay.
Đĩa đơn chính của album, "Heart Attack" đạt vị trí thứ 10 trên bảng xếp hạng Billboard Hot 100, trở thành đĩa đơn thứ ba của cô có thứ hạng cao nhất đến nay. Nó còn được chứng nhận bạch kim nhân 2 tại Mỹ, trở thành đĩa đơn bán chạy nhất của cô từ trước đến nay. Đĩa đơn thứ hai là "Made in the USA" được phát hành vào ngày 16 tháng 7 năm 2013, đạt vị trí thứ 80 trên bảng xếp hạng Hot 100. Đĩa đơn kế tiếp "Neon Lights" được phát hành vào ngày 19 tháng 11 năm 2013, đạt top 40 của Hot 100 và hạng 7 của Billboard Mainstream Top 40. Đĩa đơn thứ 4 "Really Don't Care" sau đó được ra mắt vào ngày 20 tháng 5 năm 2014.
Chuyến lưu diễn vòng quanh thế giới đầu tiên của Demi Lovato mang tên "Demi World Tour" sẽ bắt đầu vào ngày 6 tháng 9 năm 2014 tại Baltimore nhằm quảng bá cho album phòng thu thứ 4 - Demi - của mình.

## Bối cảnh và phát hành
Vào tháng 4 năm 2012, Lovato bắt đầu viết lời cho những ca khúc nằm trong album, sau sự thành công của album phòng thu thứ 3 trước đó Unbroken (2011). Album được thu âm cùng lúc với khoảng thời gian Lovato làm giám khảo trong mùa 2 của chương trình The X Factor phiên bản của Mỹ. Lovato chọn tựa đề của album này là Demi bởi vì đây là album đầu tiên của cô dành cho nhiều xu thế khán giả hơn và cần cho những người không biết cô là ai. Lovato cũng cho hay rằng "đoạn tiếp" của ca khúc "Skyscraper" (2011) cũng được bao gồm. Sau khi album được phát hành, bài hát "Warrior" được tiết lộ là phần tiếp theo của "Skyscraper". Cô phát biểu: "Tôi vô cùng tự hào về album này" và "Nó tốt hơn mọi thứ tôi làm từ trước đến nay! Tôi đã thử nghiệm với rất nhiều loại âm thanh khác nhau và dồn hết tâm trí để viết những bài hát này. Tôi rất hào hứng để cuối cùng cho mọi người nghe được chúng!". Vào ngày 6 tháng 5 năm 2013, Lovato kêu gọi những người theo dõi cô trên Twitter "mở khóa" toàn bộ album bằng cách đặt tựa bài hát vào hashtags. Một trang website đặc biệt lovaticsspeeduptime.com đã được mở ra, hiện thị tất cả bài hát kế bên một cái đồng hồ sẽ chạy khi những "tweet" được gửi. Khi một bài hát trở thành chủ đề bàn luận thì video của nó trên YouTube được đăng lên trên VEVO. Tất cả các bài hát đã được "mở khóa" trong vòng 4 giờ. Một cuốn sách điện tử iBooks độc quyền mang tên Demi (The Book) được phát hành vào ngày 11 tháng 6 năm 2013. Quyển sách mang tới người hâm mộ những hình ảnh hậu trường của cô ca sĩ, bao gồm những cảnh phim và những đoạn phỏng vấn chưa từng được công bố. Trong một đoạn clip, cô nói rằng sự chân thật và cởi mở không chỉ là lời nhắn mà cô gửi tới những người hâm mộ trong quyển sách mà còn là trong album lần này. Cô nói, "Trong album lần này, tôi đã có đủ thời gian để thật sự ngẫm nghĩ lại về những kỉ niệm của bản thân và nhìn lại cuộc đời mình sau khi đã vượt qua rất nhiều chuyện mệt mỏi. Tôi đã có nhận thức hơn về bản thân mình, do đó, khi bạn nghe album lần này, bạn có thể thật sự nhận ra trong lời bài hát, trong cảm xúc và trong mọi thứ rằng tôi đã làm thật sự rất, rất chăm chỉ trong album và cực kì mong muốn bạn có thể nghe được nó.

## Thực hiện
—Lovato chia sẻ điều điều mà cô muốn gửi gắm trong Demi.
Lovato tự miêu tả album Demi là "nhạc Mỹ cổ", chịu ảnh hưởng sâu sắc bởi đĩa đơn bùng nổ của cô "Give Your Heart a Break" và cô cảm thấy lời bài hát "cực kì sôi động" cũng như giai điệu của ca khúc cùng với những người hâm mộ, đó là những điều mà cô muốn tham khảo tỉ mỉ hơn trong album lần này. Theo như Lovato, album trước đó của cô là Unbroken bao gồm những ca khúc mà cô cảm thấy chán "sau một thời gian ngắn", vì thế nên cô muốn "có những bài hát làm cô cảm thấy thích thú" trong Demi. Những thể loại nhạc trong album đi từ pop rock đến synthpop và bubblegum pop. Ngoài "những bài hát sôi động" như ca khúc có nhịp điệu vừa phải "Without the Love", "những ca khúc nhẹ nhàng" cũng được thêm vào album. Khi giải thích về ca khúc "Shouldn't Come Back" và "Warrior" mà Lovato cho là quá riêng tư để biểu diễn trực tiếp khi so sánh chúng với ca khúc trong album Unbroken mang tên "For the Love of a Daughter". Billboard phát biểu rằng ca khúc trong "Warrior", Lovato đã bày tỏ chính mình là "một cho phượng hoàng đứng lên từ những tro bụi công-khai" cùng với lời bài hát đầy cảm súc như: "Tôi thật hổ thẹn, tôi đã có những vết thương lòng mà tôi sẽ không bao giờ thể hiện ra/Tôi còn sống sót bằng nhiều cách hơn bạn biết". Khi nói về ca khúc "Warrior", nữ ca sĩ trình bày: "Đó có lẽ là bài hát khó nhất và dễ nhất để viết trong album này. Tôi đã viết về những kỉ niệm của bạn thân, tuy nhiên tôi không thể nào bày tỏ hết những điều đó trong một bài hát được". Chủ đề về tình yêu đối với nước Mỹ trong album được thể hiện rõ trong ca khúc "Made in the USA", một ca khúc tình yêu thể hiện chủ nghĩa yêu nước lấy cảm hứng từ "American love stories" của những năm 1930. Ca khúc là sự kết hợp chặt chẽ giữa pop, rock và đồng quê. Đan xen vào những bản ballad piano trong Demi bao gồm: "In Case", ca khúc nói về sự chia tay, và "Nightingale". Những ca khúc vui vẻ như "Really Don't Care" và "Something That We're Not" được sản xuất để phù hợp với "giọng hát làm mê mẩn" của Lovato.
Vào tháng 6 năm 2013, Lovato trả lời phỏng vấn về album thứ 4 để cảm ơn đến người hâm mộ của cô, những người đã biết cô trước đây và nói về sự trở lại, cô nói: "Cuộc đời của tôi đã thay đổi rất nhiều. Tôi mềm mỏng hơn và chân thật trong lần thu âm này, điều mà tôi luôn muốn đạt được. Tôi đã chuẩn bị sẵn sàng để bước ra ánh sáng rồi đây". Trong album này, cách viết lời bài hát được xem như là "phép chữa bệnh", Lovato nói: "Nó giúp tôi trút khỏi những tiêu cực, và giờ tôi là một chiến binh thực thụ. Xuyên suốt nhiều năm qua, thật sự rất khó để tìm ra được lời động viên để rời bỏ và viết về nó, tôi sợ rằng sẽ không ai hiểu được lời nhắn của tôi. Tôi đã dành rất nhiều thời gian để cố gắng hiểu được điều gì là đúng đắn để thực hiện, tôi cứ như quẫn trí bởi thú vui và sự cám dỗ của quảng cáo đó là vì sao tôi quyết định dừng lại ở tuổi 18".

## Tiếp nhận

### Đánh giá chuyên môn
| Đánh giá chuyên môn  | Đánh giá chuyên môn |
| Điểm trung bình      | Điểm trung bình     |
| Nguồn                | Đánh giá            |
| -------------------- | ------------------- |
| Metacritic           | (64/100)            |
| Nguồn đánh giá       |                     |
| Nguồn                | Đánh giá            |
| AllMusic             | [ 25 ]              |
| Artist Direct        | [ 26 ]              |
| Billboard            | 79/100              |
| Entertainment Weekly | C+                  |
| Rolling Stone        | [ 27 ]              |
| HitFix               | B–                  |
| Alter The Press!     | [ 29 ]              |

Album nhìn chung nhận được đánh giá tích cực từ các nhà phê bình âm nhạc. Dựa theo hệ thống tổng hợp kết quả đánh giá Metacritic, album có điểm số 64/100 dựa trên 6 sự xem xét. Jason Lipshutz của Billboard đánh giá khá tích cực, nói rằng "cô ta nắm vững những kĩ năng của một người ca sĩ, nhưng lại vẫn làm hỏng đi đôi chút công thức hoàn hảo nhất cho mình, và vô tình thể hiện ra sự tự khám phá đó ở đây." Jon Caramanica từ The New York Times cũng đánh giá tốt, cho rằng đây là "một album thứ 4 ấn tượng." Stephen Thomas Erlewine đến từ AllMusic lại nhận xét gắt gao hơn, đánh giá album 3 trên 5 sao, nói rằng "Cuồi cùng thì đây cũng không phải là một album đúng nghĩa, nó là một tập hợp những khoảng thời gian, và nó chỉ có những bài hát đủ tốt cho sự trở lại của Demi Lovato." Jody Rosen từ Rolling Stone cho album 3 sao trên 5, nhận định rằng "Đó là những bài hát có thể dự đoán trước, những bài hát kiểu thất tình, những lời hát động viên theo thể loại pop-psych, tuy nhiên Lovato cũng khá tốt, giọng hát của cô ấy thật mạnh mẽ và đặc sắc." Tamsyn Wilce của Alter The Press! đánh giá album 4 sao rưỡi trên 5, ca ngợi "Neon Lights" như một điểm sáng trong album và kết luận "nó cho thấy chất giọng mạnh mẽ của cô ấy và sự biến tấu trong những phong cách mà cô có thể hoàn toàn chinh phục cho riêng mình. Nếu như bạn không phải là một fan của dòng nhạc pop, bạn sẽ không thích nó chút nào, tuy nhiên mọi người đều có những niềm vui gây khiển trách – ngoại trừ chúng tôi thậm chí không cảm thấy chút chút tội lỗi gì để nghe album này với hết cỡ âm thanh. Natalie Palmer từ Entertainmentwise cũng đánh giá album tích cực, trình bày "Pop rock là rõ ràng dòng nhạc của Demi Lovato và cô ấy nắm rất chắc về nó. Khi nói đến những hình tượng Demi nên được đánh giá là xuất sắc nhất. Lời bài hát của cô ta diễn tả chân thật về cuộc sống, tình yêu, điều bất hạnh và không có gì quá lố cả. Tuy nhiên trong khi vẫn còn những vấn đề của sự thật, cô vẫn có thể hiện thực chính xác những gì cô ấy đang cố gắng truyền đạt."
Melissa Maerz của Entertainment Weekly, dù gì đi nữa, đánh giá album ở mức trung bình xếp loại nó ở mức C+, nói rằng "thật sự quá tệ đối với album Demi của cô ta, nghe như là sự trở lại với dòng nhạc pop tuổi teen. Thay đổi từ một người phụ nữ trẻ cáu kỉnh trở thành người yêu nước Mỹ." Marc Hirsh của The Boston Globe cũng như vậy, nhận xét rằng "Demi nghe như Lovato hơi tham lam đối với những bản hit, khi cô ấy dùng những âm thanh nghe như đang làm nhạc và chơi đùa." tuy rằng nhiều nhà nhận xét cho rằng những lời phê bình là "không cần thiết" và khen ngợi sự linh hoạt trong âm nhạc của cô. Melinda Newman của HitFix đánh giá album ở mức B-, nhận xét rằng "chỗ sai ở album "Demi" là có quá nhiều âm nhạc ở đây rất giống nhau và đó có thể là do một nữ hoàng tuổi teen nào đó cung cấp giai điệu." Tuy nhiên nhà phê bình kết luận "Đối với những ai đang tìm kiếm một album có nhịp độ sôi động phù hợp với bối cảnh trên radio ngày nay, Demi là một sự lựa chọn thích hợp." Alter The Press!, sau khi khen ngợi về album khi nó được ra mắt, xếp album ở vị trí thứ 8 trong danh sách những album hay nhất năm 2013.

### Diễn biến thương mại
Album ra mắt tại vị trí thứ 3 trên bảng xếp hạng Billboard 200 Mỹ với doanh thu tuần đầu là 110,000 bản, đứng sau Modern Vampires of the City của Vampire Weekend và Love Is Everything của George Strait, trở thành tuần ra mắt thành công nhất của cô từ trước đến nay. Còn ở Anh, album ra mắt tại vị trí thứ 10 trên bảng xếp hạng UK Albums Chart, với doanh số 10,658 bản được bán ra trong tuần đầu tiên. Cùng với sự ra mắt, nó trở thành album đầu tiên của cô lọt vào Top 40 ở nước này. Album cũng được chứng nhận bạch kim nhân 2 ở Brazil và chứng nhận vàng ở ba quốc gia khác đến tháng 1 năm 2014. Album đã bán được 370,000 bản ở Mỹ cho đến tháng 5 năm 2014.

## Giải thưởng và đề cử
| Năm  | Giải thưởng                   | Hạng mục                              | Ứng cử              | Kết quả   |
| ---- | ----------------------------- | ------------------------------------- | ------------------- | --------- |
| 2013 | MuchMusic Video Awards        | Video nước ngoài của năm - Nghệ sĩ    | "Heart Attack"      | Đoạt giải |
| 2013 | Giải Sự lựa chọn của Giới trẻ | Đĩa đơn được bình chọn: Nữ nghệ sĩ    | "Heart Attack"      | Đoạt giải |
| 2013 | Giải Video âm nhạc của MTV    | Nữ nghệ sĩ có video xuất sắc nhất     | "Heart Attack"      | Đề cử     |
| 2013 | People's Choice Awards        | Video được yêu thích nhất             | "Heart Attack"      | Đề cử     |
| 2013 | J-14 Teen Icon Awards         | Video âm nhạc hình tượng              | "Heart Attack"      | Đề cử     |
| 2013 | World Music Awards            | Bài hát xuất sắc nhất                 | "Heart Attack"      | Đề cử     |
| 2013 | World Music Awards            | Video âm nhạc xuất sắc nhất           | "Heart Attack"      | Đề cử     |
| 2013 | World Music Awards            | Album xuất sắc nhất                   | Demi                | Đề cử     |
| 2014 | Fan Choice Awards             | Album của năm                         | Demi                | Đoạt giải |
| 2014 | Fan Choice Awards             | Bài hát của năm                       | "Heart Attack"      | Đề cử     |
| 2014 | Fan Choice Awards             | Video của năm                         | "Made in the USA"   | Đề cử     |
| 2014 | Radio Disney Music Awards     | Bài hát trên chuyến đi được yêu thích | "Made in the USA"   | Đoạt giải |
| 2014 | Teen Choice Awards            | Ca khúc đột phá                       | "Really Don't Care" | Đề cử     |
| 2014 | Teen Choice Awards            | Ca khúc mùa hè                        | "Really Don't Care" | Đoạt giải |

## Đĩa đơn
- "Heart Attack" được phát hành như một đĩa đơn chính của album vào ngày 24 tháng 2 năm 2013.[37] Ca khúc được viết bởi Mitch Allan, Jason Evigan, Sean Douglas, Nikki Williams, Aaron Phillips và Lovato và sản xuất bới The Suspex.[38][39] Ca khúc ra mắt tại ví trí thứ 12 trên bảng xếp hạng Billboard Hot 100 với doanh thu tuần đầu là 215,000 bản, trở thành kỉ lục bán ra đối với Lovato tại thời điểm này và trở thành đĩa đơn thứ ba của cô có thứ hạng cao nhất trong tuần đầu tiên cho đến nay.[40] Bài hát sau đó đã vượt lên phía trên và đạt vị trí số 10, trở thành bài hát thứ ba Lovato làm được như thế. Bài hát cũng đạt được vị trí thứ 3 tại UK, đĩa đơn đầu tiên của cô lọt vào top 10 tại đây. Video âm nhạc của ca khúc được làm vào ngày 13 tháng 3 năm 2013[41] và phát hành vào ngày 9 tháng 4 năm 2013.[42] Lovato đã biểu diễn bài hát trực tiếp trong rất nhiều chương trình, bao gồm The Ellen DeGeneres Show, Good Morning America and Jimmy Kimmel Live!,[43][44] Ca khúc đã được chứng nhận 2× Bạck kim ở Mỹ cũng như là ở Canada, chứng nhận Bạc ở UK và Vàng ở Úc, Đan Mạch, New Zealand và Thụy Điển.
- Made in the USA" được phát hành như là đĩa đơn thứ 2 trong album vào ngày 16 tháng 7 năm 2013. Lovato đã trình diễn ca khúc tại nhiều chương trình, bao gồm Summer Concert Series của Good Morning America vào ngày 28 tháng 6 năm 2013, cũng như tại 2013 Teen Choice Awards. Video âm nhạc được phát hành vào ngày 17 tháng 7 năm 2013.[45] Trong khi nhận được những phản hồi tích cực từ phía những nhà phê bình, ca khúc lại khá khó khăn tại các bảng xếp hạng, chỉ đạt vị trí thứ 80 trên bảng xếp hạng Billboard Hot 100. Nó lọt vào top 20 tại Bỉ, Liban và Bồ Đào Nha, cũng như vị trí thứ 40 trên bảng xếp hạng Mainstream Top 40 và vị trí thứ 45 trên bảng xếp hạng Digital Songs của Mỹ.

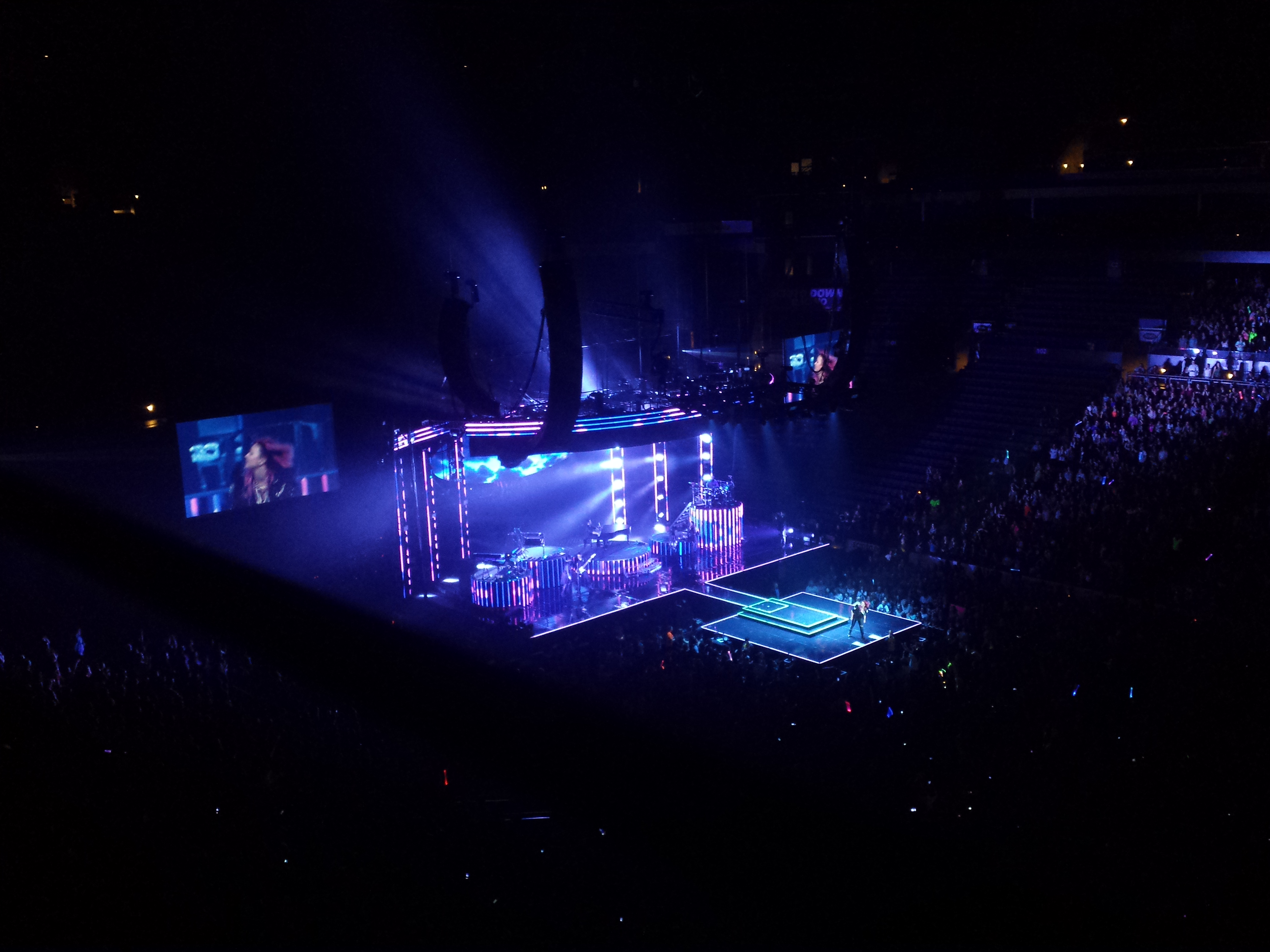
Một đêm diễn của "Neon Lights Tour"

- "Neon Lights" là đĩa đơn thứ 3 được phát hành, ra mắt vào ngày 19 tháng 11 năm 2013. Vào ngày 29 tháng 9 năm 2013, Lovato thông báo tên tour diễn sắp tới của cô sẽ là "Neon Lights Tour" và không lâu sau đó thì "Neon Lights" được phát hành.[46][47][48] Ca khúc, cùng với những giai điệu dance điện tử nổi bật, mang lại một phong cách mới cho Demi Lovato khi mà trước đây cô được biết đến nhiều với những ca khúc pop ballad. Ca khúc nhận được những lời phê bình trái chiều, có người khen ngợi ca khúc, nhưng lại nhưng lại chỉ trích việc sắp đặt nó trong album. Mặc dù ca khúc này khởi đầu khá tốt cùng với video âm nhạc đi kèm được phát hành vào ngày 21 tháng 11 năm 2013.[49] Ca khúc đã đạt được hạng 2 trên bảng xếp hạng nhạc Dance của Ukraine. Ca khúc đã khá thành công ở thị trường quốc tế, đáng kể là ở New Zealand, nơi đạt được ví trí thứ 12 và chứng nhận Vàng. Nó đạt hạng 36 trên bảng xếp hạng Billboard Hot 100, giữ ở vị trí này ba tuần không liên tiếp. Nó cũng nắm giữ vị trí đầu bảng tại Hot Dance Club Songs ở Mỹ và trở thành đĩa đơn thứ ba của Lovato lọt vào top 10 tại Mainstream Top 40, ở vị trí thứ 7. Nó đã được chứng nhận Bạch kim tại Mỹ.
- "Really Don't Care" hát cùng với ca sĩ thu âm người Anh Cher Lloyd, là đĩa đơn thứ 4 được phát hành, ra mắt vào ngày 20 tháng 5 năm 2014. Một tuần trước khi chính thức phục vụ cho radio ở Mỹ, đĩa đơn đạt hạng thứ 40 tại bảng xếp hạng Mainstream Top 40.

## Danh sách ca khúc
| STT | Nhan đề                                   | Sáng tác                                                                        | Nhà sản xuất                             | Thời lượng |
| --- | ----------------------------------------- | ------------------------------------------------------------------------------- | ---------------------------------------- | ---------- |
| 1.  | "Heart Attack"                            | Demi Lovato Mitch Allan Jason Evigan Sean Douglas Nikki Williams Aaron Phillips | The Suspex                               | 3:30       |
| 2.  | "Made in the USA"                         | Demi Lovato Jonas Jeberg Evigan Corey Chorus Blair Perkins                      | Jeberg Evigan [a]                        | 3:16       |
| 3.  | "Without the Love"                        | Demi Lovato Matt Squire Roy Battle Freddy Wexler                                | Squire Battleroy David "DQ" Quiñones [b] | 3:55       |
| 4.  | "Neon Lights"                             | Demi Lovato Mario Marchetti Tiffany Vartanyan Ryan Tedder Noel Zancanella       | Tedder Zancanella                        | 3:53       |
| 5.  | "Two Pieces"                              | Livvi Franc Allan Evigan                                                        | The Suspex                               | 4:25       |
| 6.  | "Nightingale"                             | Demi Lovato Anne Preven Matt Rad Felicia Barton                                 | Rad Preven [b]                           | 3:36       |
| 7.  | "In Case"                                 | Jake Schmugge Emanuel Kiriakou Priscilla Renea                                  | Kiriakou                                 | 3:34       |
| 8.  | "Really Don't Care" (hát cùng Cher Lloyd) | Demi Lovato Carl Falk Rami Yacoub Savan Kotecha Cher Lloyd                      | Falk Yacoub                              | 3:21       |
| 9.  | "Fire Starter"                            | Jarrad "Jaz" Rogers Lindy Robbins Julia Michaels                                | Rogers Quiñones [b]                      | 3:24       |
| 10. | "Something That We're Not"                | Demi Lovato Andrew Goldstein Kiriakou Kotecha                                   | Kiriakou Goldstein                       | 3:17       |
| 11. | "Never Been Hurt"                         | Demi Lovato Ali Tamposi Evigan Jordan Johnson Marcus Lomax Stefan Johnson       | Evigan The Monsters and the Strangerz    | 3:56       |
| 12. | "Shouldn't Come Back"                     | Lovato Yacoub Falk Kotecha                                                      | Yacoub Falk                              | 3:49       |
| 13. | "Warrior"                                 | Lovato Goldstein Kiriakou Robbins                                               | Kiriakou Goldstein                       | 3:51       |

| Ca khúc tặng thêm của Target | Ca khúc tặng thêm của Target | Ca khúc tặng thêm của Target                  | Ca khúc tặng thêm của Target | Ca khúc tặng thêm của Target |
| STT                          | Nhan đề                      | Sáng tác                                      | Nhà sản xuất                 | Thời lượng                   |
| ---------------------------- | ---------------------------- | --------------------------------------------- | ---------------------------- | ---------------------------- |
| 14.                          | "I Hate You, Don't Leave Me" | Demi Lovato E. Kidd Bogart Goldstein Kiriakou | Kiriakou Goldstein           | 3:33                         |

| Ca khúc tặng thêm ở UK | Ca khúc tặng thêm ở UK    | Ca khúc tặng thêm ở UK         | Ca khúc tặng thêm ở UK | Ca khúc tặng thêm ở UK |
| STT                    | Nhan đề                   | Sáng tác                       | Nhà sản xuất)          | Thời lượng             |
| ---------------------- | ------------------------- | ------------------------------ | ---------------------- | ---------------------- |
| 14.                    | "Give Your Heart a Break" | Josh Alexander Billy Steinberg | Alexander Steinberg    | 3:25                   |
| 15.                    | "Skyscraper"              | Toby Gad Kerli Robbins         | Gad                    | 3:41                   |

| Ca khúc tặng thêm ở Nhật Bản | Ca khúc tặng thêm ở Nhật Bản                 | Ca khúc tặng thêm ở Nhật Bản |
| STT                          | Nhan đề                                      | Thời lượng                   |
| ---------------------------- | -------------------------------------------- | ---------------------------- |
| 14.                          | "Heart Attack" (Manhattan Clique Edit Remix) | 3:23                         |

| Ca khúc tặng thêm phiên bản sang trọng ở Nhật | Ca khúc tặng thêm phiên bản sang trọng ở Nhật | Ca khúc tặng thêm phiên bản sang trọng ở Nhật |
| STT                                           | Nhan đề                                       | Thời lượng                                    |
| --------------------------------------------- | --------------------------------------------- | --------------------------------------------- |
| 14.                                           | "Heart Attack" (The Alias Radio Remix)        | 3:41                                          |
| 15.                                           | "Heart Attack" (Belanger Remix)               | 4:06                                          |

| DVD phiên bản sang trọng ở Nhật | DVD phiên bản sang trọng ở Nhật                                    | DVD phiên bản sang trọng ở Nhật |
| STT                             | Nhan đề                                                            | Thời lượng                      |
| ------------------------------- | ------------------------------------------------------------------ | ------------------------------- |
| 1.                              | "Heart Attack" (Video âm nhạc)                                     |                                 |
| 2.                              | "The Story of Demi" (Tập 1, 2 & 3)                                 |                                 |
| 3.                              | "Heart Attack" (Tặng phẩm của VEVO: Biểu diễn ở London)            |                                 |
| 4.                              | "Really Don't Care" (Tặng phẩm của VEVO: Biểu diễn ở London)       |                                 |
| 5.                              | "Made in the USA" (Tặng phẩm của VEVO: Biểu diễn ở London)         |                                 |
| 6.                              | "Skyscraper" (Tặng phẩm của VEVO: Biểu diễn ở London)              |                                 |
| 7.                              | "Give Your Heart a Break" (Tặng phẩm của VEVO: Biểu diễn ở London) |                                 |

| Phiên bản sang trọng ở châu Mỹ Latin | Phiên bản sang trọng ở châu Mỹ Latin | Phiên bản sang trọng ở châu Mỹ Latin |
| STT                                  | Nhan đề                              | Thời lượng                           |
| ------------------------------------ | ------------------------------------ | ------------------------------------ |
| 14.                                  | "I Hate You, Don't Leave Me"         | 3:33                                 |
| 15.                                  | "Nightingale" (Biểu diễn)            |                                      |
| 16.                                  | "Really Don't Care" (Biểu diễn)      |                                      |
| 17.                                  | "Neon Lights" (Biểu diễn)            |                                      |

| DVD phiên bản sang trọng ở châu Mỹ Latin | DVD phiên bản sang trọng ở châu Mỹ Latin               | DVD phiên bản sang trọng ở châu Mỹ Latin |
| STT                                      | Nhan đề                                                | Thời lượng                               |
| ---------------------------------------- | ------------------------------------------------------ | ---------------------------------------- |
| 1.                                       | "Heart Attack" (Video âm nhạc)                         |                                          |
| 2.                                       | "Made in the USA" (Video âm nhạc)                      |                                          |
| 3.                                       | "Neon Lights" (Video âm nhạc)                          |                                          |
| 4.                                       | "Really Don't Care" (Tặng phẩm của VEVO)               |                                          |
| 5.                                       | "Heart Attack" (Tặng phẩm của VEVO)                    |                                          |
| 6.                                       | "Nightingale" (Biểu diễn)                              |                                          |
| 7.                                       | "Neon Lights" (Biểu diễn)                              |                                          |
| 8.                                       | "In Case" (Biểu diễn)                                  |                                          |
| 9.                                       | "Neon Lights" (Cole Plante With Myon & Shane 54 Remix) |                                          |

Notes
- ^[a]  chỉ nhà đồng sản xuất âm thanh
- ^[b]  chỉ nhà xuất âm thanh

## Bảng xếp hạng và chứng nhận
| Bảng xếp hạng (2013–14)                | Vị trí cao nhất |
| -------------------------------------- | --------------- |
| Australian Albums Chart                | 14              |
| Argentinian Albums Chart               | 6               |
| Austrian Albums Chart                  | 38              |
| Belgian Albums Chart (Flanders)        | 19              |
| Belgian Albums Chart (Wallonia)        | 53              |
| Brazilian Albums Chart                 | 1               |
| Canadian Albums Chart                  | 1               |
| Croatian Foreign Albums                | 7               |
| Czech Albums Chart                     | 26              |
| Danish Albums Chart                    | 7               |
| Dutch Albums Chart                     | 17              |
| Finnish Albums Chart                   | 48              |
| French Albums Chart                    | 9               |
| German Album Charts                    | 39              |
| Greek Albums Chart                     | 12              |
| Irish Albums Chart                     | 5               |
| Italian Albums Chart                   | 4               |
| Japanese Albums Chart                  | 206             |
| Mexican Albums Chart                   | 2               |
| New Zealand Albums Chart               | 7               |
| Norwegian Albums Chart                 | 4               |
| Polish Albums Chart                    | 45              |
| Portuguese Albums Chart                | 15              |
| Scottish Albums Chart                  | 5               |
| Spanish Albums Chart                   | 3               |
| Swedish Albums Chart                   | 36              |
| Swiss Music Charts\|Swiss Albums Chart | 36              |
| Taiwanese Albums Chart                 | 2               |
| UK Albums Chart                        | 10              |
| US Billboard 200                       | 3               |

| Bảng xếp hạng (2013)            | Vị trí |
| ------------------------------- | ------ |
| Argentine Yearly Albums Chart   | 51     |
| Belgian Albums Chart (Flanders) | 105    |
| Brazilian Albums Chart          | 20     |
| Italian Albums Chart            | 97     |
| Mexican Albums Chart            | 53     |
| US Billboard 200                | 94     |

| Quốc gia                                                                           | Chứng nhận  | Số đơn vị/doanh số chứng nhận |
| ---------------------------------------------------------------------------------- | ----------- | ----------------------------- |
| Argentina (CAPIF)                                                                  | Gold        | 20.000^                       |
| Brasil (Pro-Música Brasil)                                                         | 3x Platinum | 125,000*                      |
| Canada (Music Canada)                                                              | Gold        | 40.000^                       |
| Colombia (ASINCOL)                                                                 | Gold        | 5,000                         |
| Ecuador (IFPI)                                                                     | Gold        | 3,000                         |
| México (AMPROFON)                                                                  | Gold        | 30.000^                       |
| Hoa Kỳ (RIAA)                                                                      |             | 352,000                       |
| * Chứng nhận dựa theo doanh số tiêu thụ. ^ Chứng nhận dựa theo doanh số nhập hàng. |             |                               |

## Lịch sử ra mắt
| Quốc gia     | Ngày                | Định dạng                     | Nhãn hiệu             |
| ------------ | ------------------- | ----------------------------- | --------------------- |
| Úc           | 10 tháng 5 năm 2013 | CD Tải về kĩ thuật số         | Hollywood Records     |
| New Zealand  | 10 tháng 5 năm 2013 | CD Tải về kĩ thuật số         | Hollywood Records     |
| Hà Lan       | 10 tháng 5 năm 2013 | CD Tải về kĩ thuật số         | Universal Music Group |
| Na Uy        | 10 tháng 5 năm 2013 | CD Tải về kĩ thuật số         | Universal Music Group |
| Thụy Sĩ      | 10 tháng 5 năm 2013 | CD Tải về kĩ thuật số         | Universal Music Group |
| Bỉ           | 13 tháng 5 năm 2013 | CD Tải về kĩ thuật số         | Universal Music Group |
| Cộng hòa Séc | 13 tháng 5 năm 2013 | CD Tải về kĩ thuật số         | Universal Music Group |
| Pháp         | 13 tháng 5 năm 2013 | CD Tải về kĩ thuật số         | Universal Music Group |
| Ý            | 13 tháng 5 năm 2013 | CD Tải về kĩ thuật số         | Universal Music Group |
| Ba Lan       | 13 tháng 5 năm 2013 | CD Tải về kĩ thuật số         | Universal Music Group |
| Bồ Đào Nha   | 13 tháng 5 năm 2013 | CD Tải về kĩ thuật số         | Universal Music Group |
| Thổ Nhĩ Kỳ   | 13 tháng 5 năm 2013 | CD Tải về kĩ thuật số         | Universal Music Group |
| Tây Ban Nha  | 13 tháng 5 năm 2013 | CD Tải về kĩ thuật số         | Universal Music Group |
| Brazil       | 13 tháng 5 năm 2013 | CD Tải về kĩ thuật số         | Hollywood Records     |
| Hong Kong    | 13 tháng 5 năm 2013 | CD Tải về kĩ thuật số         | Hollywood Records     |
| Ấn Độ        | 13 tháng 5 năm 2013 | CD Tải về kĩ thuật số         | Hollywood Records     |
| Malaysia     | 13 tháng 5 năm 2013 | CD Tải về kĩ thuật số         | Hollywood Records     |
| Trung Đông   | 13 tháng 5 năm 2013 | CD Tải về kĩ thuật số         | Hollywood Records     |
| Canada       | 14 tháng 5 năm 2013 | CD Tải về kĩ thuật số         | Hollywood Records     |
| Mỹ           | 14 tháng 5 năm 2013 | CD Tải về kĩ thuật số         | Hollywood Records     |
| Ireland      | 17 tháng 5 năm 2013 | CD Tải về kĩ thuật số         | Universal Music Group |
| UK           | 20 tháng 5 năm 2013 | CD Tải về kĩ thuật số         | Universal Music Group |
| Đức          | 30 tháng 5 năm 2013 | CD Tải về kĩ thuật số         | Universal Music Group |
| Nhật Bản     | 18 tháng 8 năm 2013 | CD Tải về kĩ thuật số         | Avex Trax             |
| Mexico       | 15 tháng 4 năm 2014 | CD (phiên bản sang trọng) DVD | Universal Music Group |
| Brazil       | 18 tháng 4 năm 2014 | CD (phiên bản sang trọng) DVD | Universal Music Group |